# 彭家大屋 (南丰县)
彭家大屋，又名“紫金第”，位于中国江西省抚州市南丰县琴城镇三忠祠直钟巷底端的43号，是南丰最具代表性的的一栋豪宅，由彭姓盐商斥巨资建于清咸丰八年（1858年），历时3年竣工。

## 建筑
彭家大屋坐北朝南，占地面积2000平方米，前后两进院落，三进正房，保存基本完好。门内右侧和正厅西侧分别是两座家庭私塾“述古山房”和“芸晖”；圆门颇奢华，造型外圆内方。左侧花园原有戏台，已毁于抗战时大火。豪宅内各处均设有极为精美的雕刻，包括各种吉祥图案。 

## 保护
2018年3月9日，彭家大屋等琴城古建筑公布为第六批江西省文物保护单位，编号6-3-061。